# Ліповець (Куявсько-Поморське воєводство)
Ліповець (пол. Lipowiec) — село в Польщі, у гміні Збічно Бродницького повіту Куявсько-Поморського воєводства.
Населення — 135 осіб (2011).
У 1975-1998 роках село належало до Торунського воєводства.

## Демографія
Демографічна структура станом на 31 березня 2011 року:
|          | Загалом | Допрацездатний вік | Працездатний вік | Постпрацездатний вік |
| -------- | ------- | ------------------ | ---------------- | -------------------- |
| Чоловіки | 69      | 13                 | 48               | 8                    |
| Жінки    | 66      | 11                 | 33               | 22                   |
| Разом    | 135     | 24                 | 81               | 30                   |